# Kakkertdal

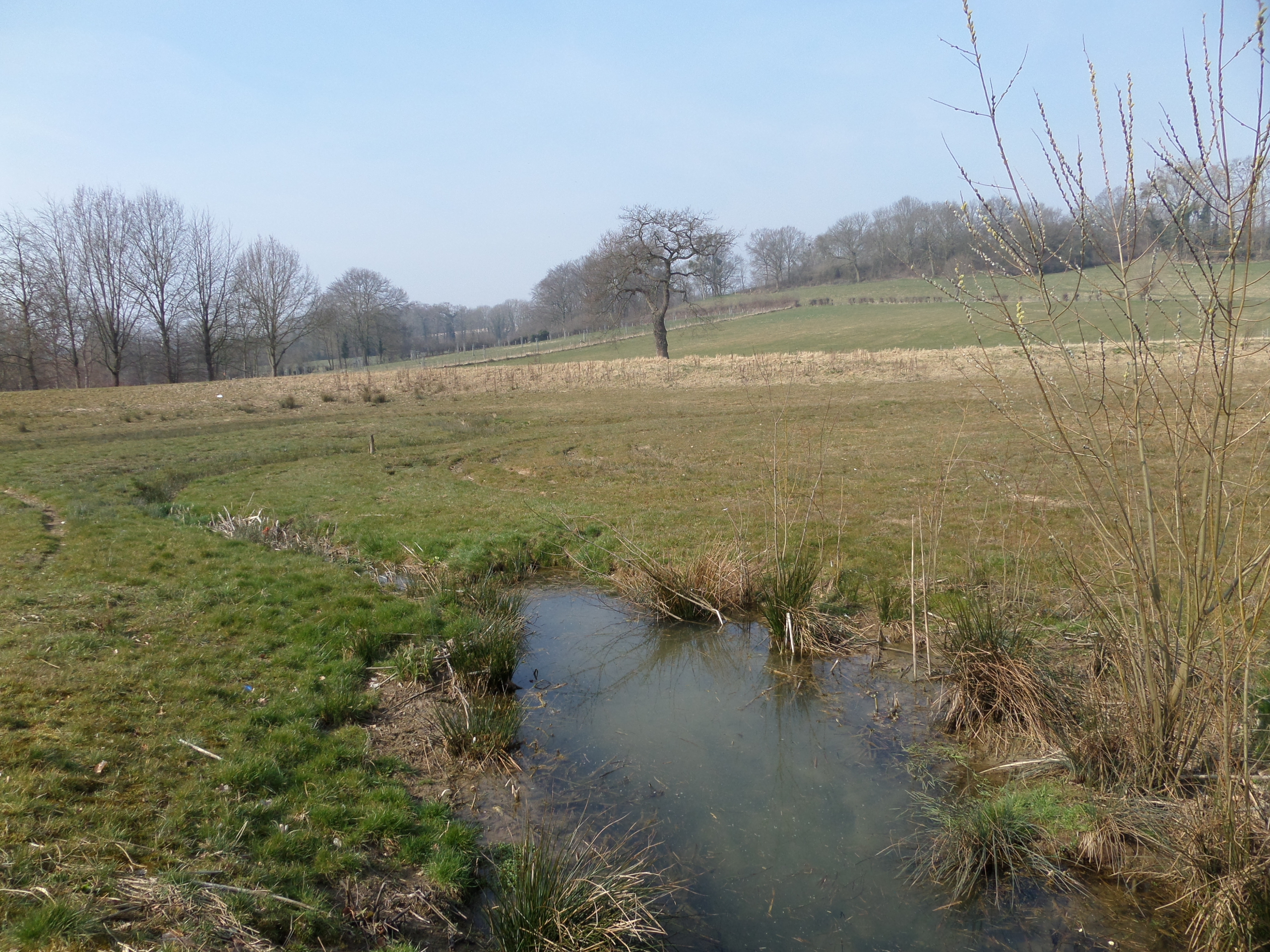
Het dal bij Oirsbeek

Het Kakkertdal is een dal in het Heuvelland van Zuid-Limburg in de Nederlandse gemeente Beekdaelen. Het dal vormt deels het stroomgebied van de Kakkert.

## Geografie
Het dal heeft een lengte van ongeveer vier kilometer en strekt zich uit van het hoger gelegen Amstenrade in het zuidoosten naar het lager gelegen Schinnen in het westen. In het westen mondt het dal uit in het Geleenbeekdal. In het noorden, oosten, zuiden en westen wordt het dal begrensd door het Plateau van Doenrade. Rond het dal liggen er verschillende heuvels, waaronder de Beukenberg, de Duivelsberg, de Schatsberg, de Krekelberg, de Zandberg en de Putherberg.
Ter hoogte van Oirsbeek ontspringt de beek de Kakkert en het deel van het dal ten zuidoosten van Oirsbeek is een droogdal.
In het dal ligt het Wolfhagerbos.

## Plaatsen in het dal
In het dal liggen van zuidoost naar west de plaatsen:
- Amstenrade
- Oirsbeek
- Gracht
- Wolfhagen
- Schinnen

## Geologie
Het dal is ontstaan door erosie van de Maas.